# Heinrich Vritzen

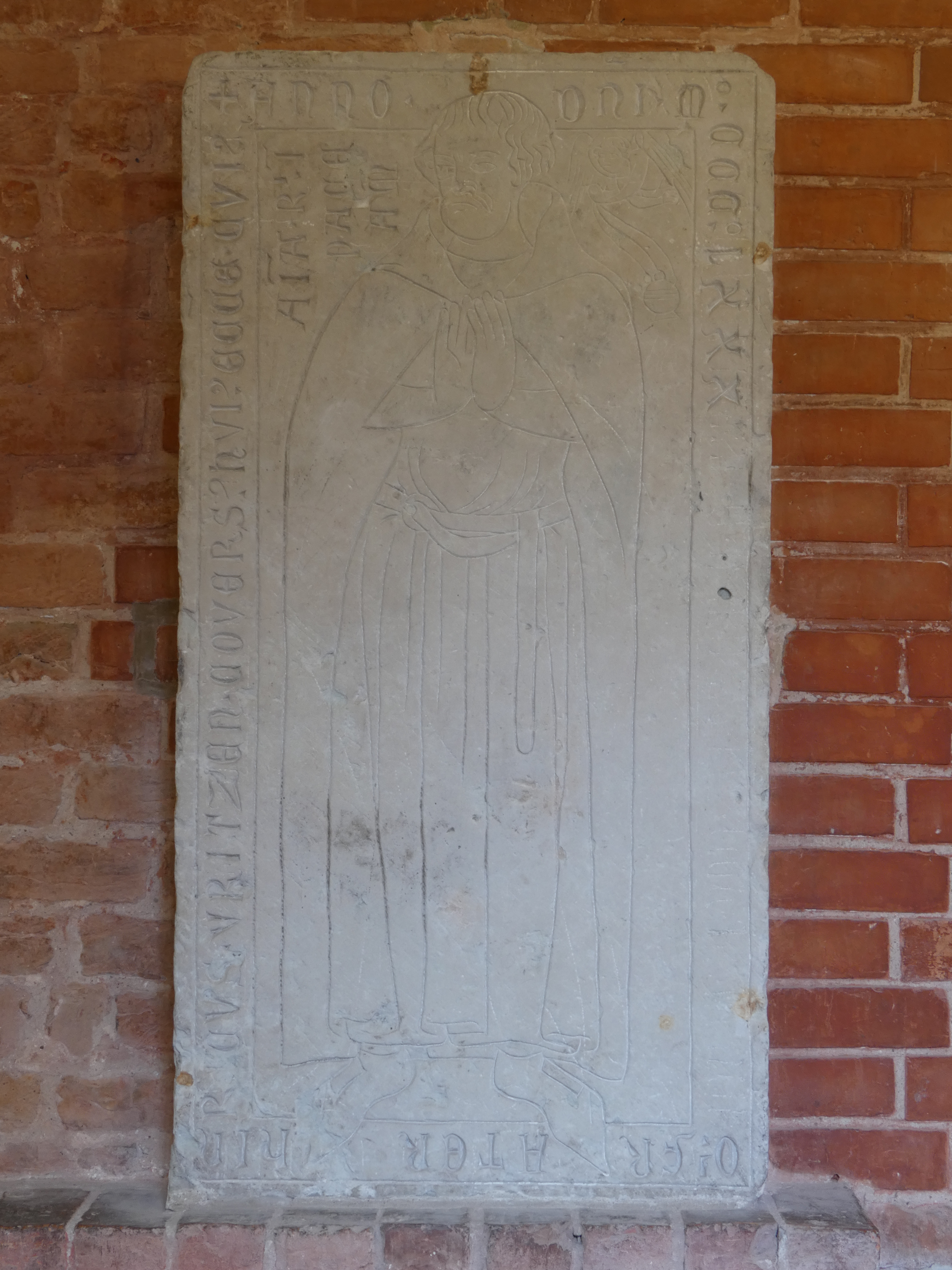
Grabplatte mit Darstellung Heinrich Vritzen, Dom zu Brandenburg

Heinrich Vritzen (auch Heyne Vrittze oder Heinrich Vritze) († 1380 oder später) war Laienbruder. Von ihm ist im Dom zu Brandenburg seine Grabplatte mit seiner Darstellung gut erhalten. Sie ist ein Beispiel bürgerlicher Sepulkralkultur des 14. Jahrhunderts.

## Leben und Wirken
Heinrich Vritzen wurde in mehreren Urkunden genannt. Er war Bürger der Stadt Treuenbrietzen. Laut einer Urkunde vom 23. Juni 1370 stiftete er zu seinem Seelenheil nach seinem Tod 40 Schock Breite Groschen, zwei Häuser und vier Morgen Weideland. Zwei Drittel der Erträge dieser Güter sollten die Patrone der Kirchen St. Marien und St. Nikolai zweimal jährlich an Arme verteilen.

## Die Grabplatte
Heinrich Vritzen wurde als Laienbruder nach seinem Tod im südlichen Querschiff des Brandenburger Doms beerdigt. Seine gut erhaltene Grabplatte ist die einzige eines Laienbruders im Dom. Sie zeigt in einer Ritzzeichnung Heinrich Vritzen betend mit Laientracht und ohne Kopfbedeckung. Das genaue Todesdatum ist nicht vermerkt, sodass davon ausgegangen wird, dass die Grabplatte bereits vor dem Ableben Heinrichs angefertigt wurde. Laut Inschrift soll Heinrich Vritzen bekehrt worden sein. Die Bezeichnung als conversus war zu jener Zeit üblich für alle, die sich einer monastischen Regel, etwa der Benediktsregel, unterwarfen.
Die Inschrift des Grabsteins lautet:

“ANNO·DNI M°·CCC°LXXX[…] O FRATER HINRICVS·VRITZEN·COVERS HVI ECCE·CVI AIA·R·I PACE AM”

„138[…] starb der Ordensbruder Heinrich Vritzen, Laienbruder des Stifts, seine Seele ruhe in Frieden, Amen“